# AQAP (norme)
Pour les articles homonymes, voir Aqap.
Les publications alliées sur l'assurance de la qualité (AQAP) sont des normes pour les systèmes d'assurance de la qualité qui ont été élaborées par l'OTAN 
L'objectif de l'accord AQAP est de définir des normes pour l'assurance qualité des produits de défense. Ces normes font partie intégrante des contrats passés dans le domaine militaire impliquant des pays membres de l'OTAN. Les documents AQAP sont donc importants pour les entrepreneurs et les entreprises qui souhaitent soumissionner pour de tels contrats.
Le système AQAP est décrit dans le STANAG 4107 publié par l'Agence de normalisation de l'OTAN (NSO) (en). 
Il existe actuellement deux types principaux de documents AQAP
- Type contractuel, rédigé sous forme de spécification technique destinée à être annexée à un contrat
- Type prescription, qui fournit des orientations générales (general guidance).

Les normes AQAP sont disponibles sur le site Web de l'OTAN sous STANAGS .

## Liste des publications AQAP ayant cours
- AQAP 2000 Politique de l'OTAN sur une approche systémique intégrée de la qualité tout au long du cycle de vie
- AQAP 2070 Processus OTAN d'assurance qualité mutuelle des gouvernements (GQA)
- AQAP 2105 Exigences OTAN pour les plans d'assurance qualité livrables
- AQAP 2110 Exigences OTAN d'assurance qualité pour la conception, le développement et la production
- AQAP 2131 Exigences OTAN d'assurance qualité pour le contrôle final
- AQAP 2210 Exigences OTAN d'assurance qualité des logiciels (complément à l'AQAP 2110)
- AQAP 2310 Exigences OTAN du système de management de la qualité pour les fournisseurs des domaines aéronautique, spatial et de la défense

## Voir également
- Système de management de la qualité
- ISO 9000
- AS 9100 - mise en œuvre de la norme ISO 9000/1 dans l'industrie aérospatiale